# Masters 13
Le Masters 13 était un tournoi de golf professionnel disputé de 2003 à 2014 au golf de Pont-Royal, à Mallemort dans les Bouches-du-Rhône. Il était inscrit au calendrier du circuit européen de l'Alps Tour et du circuit français de l'AGF-Allianz golf Tour.

## Palmarès
| Édition | Année | Date          | Lieu               | Dotation  | Vainqueur                | Score       |
| ------- | ----- | ------------- | ------------------ | --------- | ------------------------ | ----------- |
| 12e     | 2014  | 9-12 octobre  | Golf de Pont-Royal | 45 000 €  | Eduardo Larranaga        | 282 (-6)    |
| 11e     | 2013  | 17-20 octobre | Golf de Pont-Royal | 50 000 €  | Édouard España           | 275 (-13)   |
| 10e     | 2012  | 1-4 novembre  | Golf de Pont-Royal | 100 000 € | Adrien Bernadet          | 277 (-11)   |
| 9e      | 2011  | 13-16 octobre | Golf de Pont-Royal | 45 000 €  | Guillaume Cambis         | 277 (-11)   |
| 8e      | 2010  | 14-17 octobre | Golf de Pont-Royal | 45 000 €  | Matteo Delpodio          | 279 (-9)    |
| 7e      | 2009  | 22-25 octobre | Golf de Pont-Royal | 50 000 €  | Ghislain Rosier          | 280 (-8) *  |
| 6e      | 2008  | 9-12 octobre  | Golf de Pont-Royal | 50 000 €  | Dominique Nouailhac      | 272 (-16) * |
| 5e      | 2007  | 11-14 octobre | Golf de Pont-Royal | 50 000 €  | Michaël Lorenzo-Vera     | 273 (-15)   |
| 4e      | 2006  | 19-22 octobre | Golf de Pont-Royal | 50 000 €  | Jean-François Remesy (2) | 278 (-10) * |
| 3e      | 2005  | 6-9 octobre   | Golf de Pont-Royal | 50 000 €  | José-Filipe Lima (2)     | 274 (-14)   |
| 2e      | 2004  | 14-17 octobre | Golf de Pont-Royal | 50 000 €  | Philippe Lima            | 273 (-15)   |
| 1e      | 2003  |               | Golf de Pont-Royal |           | Jean-François Remesy     |             |

(*) Victoire en play-off. En 2009 Ghislain Rosier (France) bat Steve Lewton (Angleterre). En 2008 Dominique Nouailhac (France) bat Nicolas Joakimides (France). En 2006 Jean-François Remesy (France) bat Bertrand Cornut (France).